# Straßenbahn Izmir
Die Straßenbahn Izmir ist das Straßenbahnsystem der türkischen Stadt Izmir. Es gliedert sich in zwei räumlich getrennte Teilsysteme, das am 11. April 2017 eröffnete Karşıyaka-Çiğli-Netz und das am 24. März 2018 eröffnete Konak-Netz. Zuvor hatte es in der Stadt bereits vom 1. April 1880 bis 1954 Straßenbahnen gegeben, zunächst und noch bis zum 31. Oktober 1928 als Pferdebahn, ab 1913 auch elektrisch.

## Geschichte

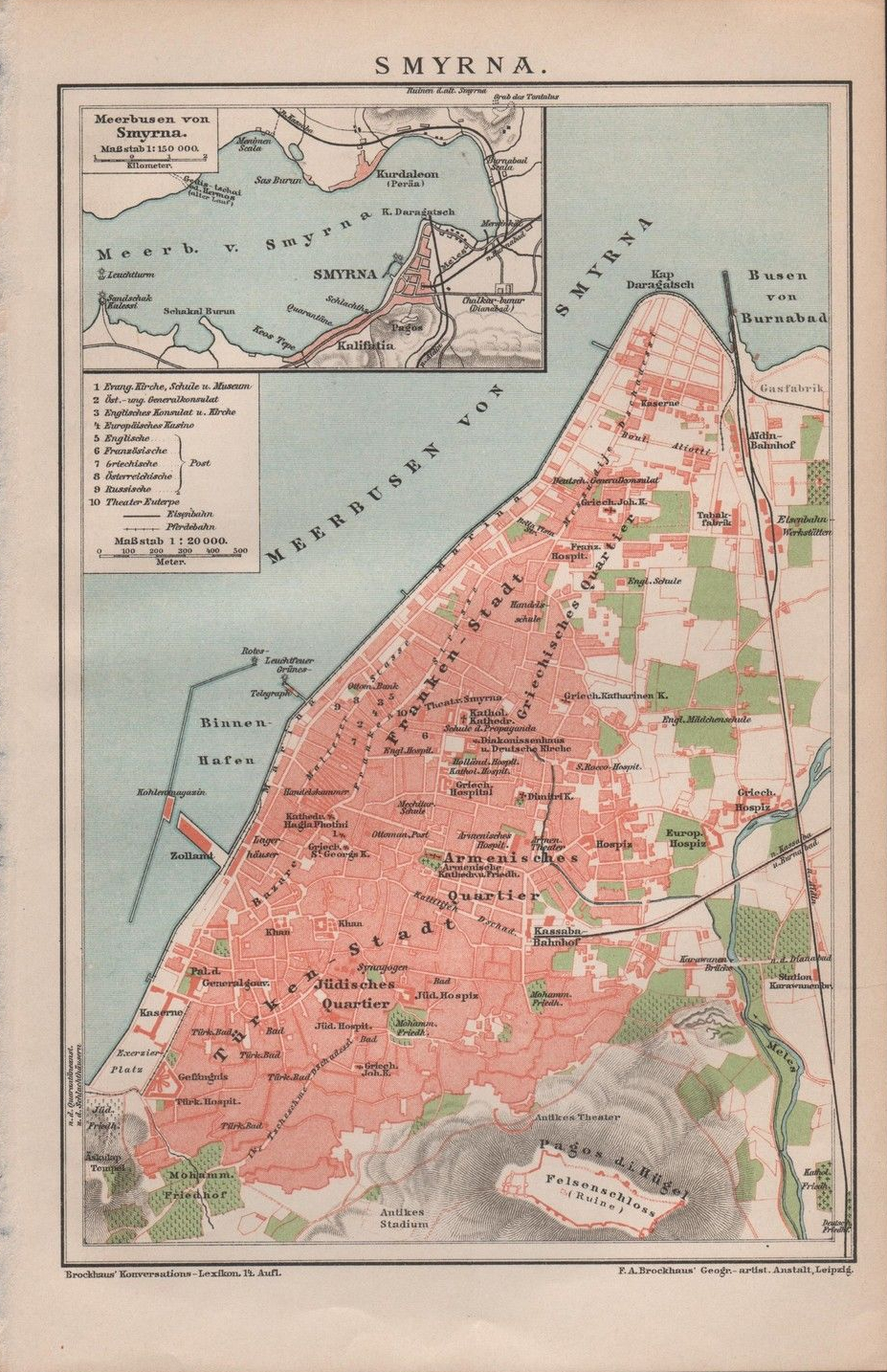
Im Baedeker von 1895 ist die Pferdebahnstrecke ersichtlich. Sie umringt vom Aidin-Bahnhof (heute Alsancak-Bahnhof) ausgehend die Altstadt im Norden unmittelbar an der Küstenlinie

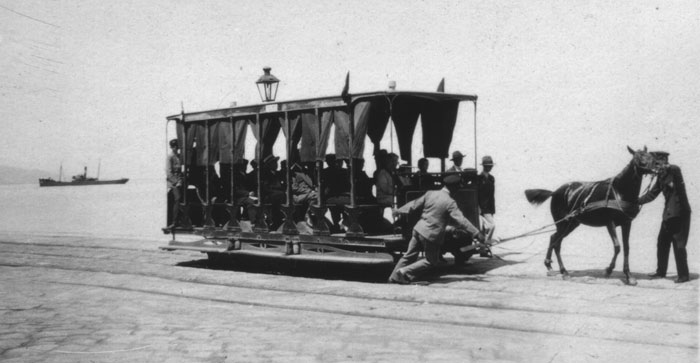
Pferdebahn im damaligen Smyrna direkt an der Küstenlinie

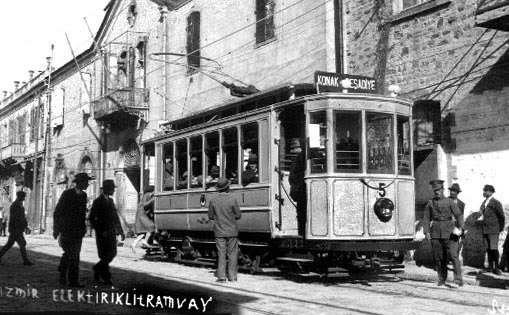
Elektrische Straßenbahn in Izmir

Bereits ab 1880 gab es in der Stadt mit dem damaligen Namen Smyrna ein Pferdebahnnetz. Dieses wurde später elektrifiziert und nach dem Zweiten Weltkrieg schrittweise stillgelegt. Einige Strecken wurden danach durch ein Trolleybussystem bedient.

## Karşıyaka-Çiğli-Netz
Am 11. April 2017 ging zunächst eine 8,8 km lange Strecke in Karşıyaka entlang des Golf von Izmir von Alaybey bis Ataşehir in Betrieb. Am östlichen Ende, zwischen den Haltestellen Karşıyaka İskele und Alaybey ist sie eingleisig mit einer Ausweiche angelegt, ansonsten zweigleisig. Am 27. Januar 2024 kam eine Netzerweiterung in Çiğli mit einer Streckenlänge von 9,9 km hinzu. Sie schließt nahe des nordwestlichen Endes an die Bestandsstrecke an, teilt sich in zwei zweigleisige Strecken auf, die weiter im Nordwesten wieder zusammentreffen, und bildet dort einen weiteren kurzen Streckenast mit der Endhaltestelle Katip Çelebi Üniversitesi. An der Haltestelle Semra Aksu besteht eine Umstiegsmöglichkeit zur Station Çiğli des S-Bahn-Systems İZBAN und an den Haltestellen Bostanlı İskele sowie Karşıyaka İskele zu Fähren.
| Farbe  | Verlauf                                                                                        | Betriebszeiten | Takt in min |
| ------ | ---------------------------------------------------------------------------------------------- | -------------- | ----------- |
| Grün   | Alaybey ↔ Mavişehir ↔ Flamingo                                                                 | 6:00–0:20 Uhr  | 10–15       |
| Orange | Mavişehir ↔ Ataşehir                                                                           | 6:00–0:20 Uhr  | 18          |
| Rot    | Katip Çelebi Üniversitesi → İAOSB → Flamingo → Semra Aksu → Evka-5 → Katip Çelebi Üniversitesi | 6:00–0:20 Uhr  | 15          |
| Blau   | Flamingo → İAOSB → Evka-5 → Semra Aksu → Flamingo                                              | 6:00–0:20 Uhr  | 17          |

## Konak-Netz
Die 12,5 km lange Strecke, die im Wesentlichen dem Südufer des Golf von Izmir folgt, wurde am 24. März 2018 in Betrieb genommen. Ihre Trassenführung entspricht im Südabschnitt der historischen Straßenbahn.
Zwischen dem östlichen Ende Halkapınar und der Haltestelle Alsancak Gar sind die beiden Richtungsgleise auf zwei Parallelstraßen aufgeteilt. An mehreren Haltestellen bestehen Umstiegsmöglichkeiten zur Metro und zur İZBAN, an den Haltestellen Konak İskele, Karantina, Güzelyalı und Üçkuyular außerdem zu Fähren. Die Strecke wird täglich von 6:00 Uhr bis 0:20 Uhr alle 7,5 bis zwölf Minuten bedient (Stand Juli 2025).

## Fahrzeuge
Es sind insgesamt 38 fünfteilige Zweirichtungs-Multigelenkwagen des Herstellers Hyundai Eurotem vorhanden, die 2016 bis 2017 ausgeliefert wurden. Hyundai Eurotem ist ein Joint Venture von Hyundai Rotem und türkischen Unternehmen.
Im Dezember 2024 wurden 22 weitere Fahrzeuge mit einer Länge von 32,5 Metern bei Bozankaya bestellt.